# Kanton Basel-Stadt
Kanton Basel-Stadt (»Basel – mesto«; francosko Bâle-Ville, italijansko Basilea Città, retoromansko Basilea-Citad) je kanton Švicarske konfederacije, ki obsega mesto Basel z okolico.
Je eden izmed šestih kantonov, nekdaj in neuradno še vedno znanih kot »polkantoni«; njegov komplement je kanton Basel-Landschaft. Oba sta nastala iz nekdanjega skupnega kantona Basel, ki se je Konfederaciji priključil leta 1501, razcepil pa se je po pojavu političnih nemirov med mestom in podeželjem, ki so prerasli v oborožene spopade, leta 1833. Od tedaj je bilo več prizadevanj za vnovično združitev, nazadnje na referendumih v letih 1969 in 2014, na katerih so volivci v kantonu Basel-Stadt združitev podprli, vendar so jo zavrnili v Baslu-Landschaftu.
Po površini najmanjši švicarski kanton leži na severu države, na obeh bregovih »kolena« reke Ren, ki tu zavije za 90 stopinj proti severu. Na jugu meji na kanton Basel-Landschaft, na severu pa na sosednji državi Nemčijo in Francijo; tromeja leži na sredini Rena, nekoliko severno od temu posvečenega spomenika.

## Upravna delitev
Kanton se deli na tri občine:
- Basel
- Bettingen
- Riehen